# 1277
| 1277               |
| ------------------ |
| Dødsfald - Fødsler |
| • Begivenheder     |

| Gregoriansk kalender | 1277 MCCLXXVII          |
| Ab urbe condita      | 2030                    |
| Armensk kalender     | 726 ԹՎ ՉԻԶ              |
| Kinesiske kalender   | 3973 – 3974 丙子 – 丁丑 |
| Etiopisk kalender    | 1269 – 1270             |
| Jødisk kalender      | 5037 – 5038             |
| Hindukalendere       |                         |
| - Vikram Samvat      | 1332 – 1333             |
| - Shaka Samvat       | 1199 – 1200             |
| - Kali Yuga          | 4378 – 4379             |
| Iransk kalender      | 655 – 656               |
| Islamisk kalender    | 675 – 677               |

Konge i Danmark: Erik Klipping 1259-1286
Se også 1277 (tal)

## Begivenheder
- Den walisiske leder, Llywelyn ap Gruffudd, underskriver Conwyaftalen og anerkender engelsk overhøjhed over Wales. Hermed opgives den sidste rest af selvstændighed for det keltiske Wales.
- 25. november - Giovanni Gaetani Ursini indtræder som pave Nikolaus 3. indtil sin død 22. august 1280.

## Dødsfald
- 20. maj - Pave Johannes 21. fra 13. september 1276 indtil sin død (født ca. 1215).
- 23. juni - Peder Bang, dansk biskop (ukendt fødselsår).